# Примитивни ахондрити
Примитивните ахондрити (PAC група) са клас каменни метеорити, наричани още PAC група. Носят това име, тъй като техният химичен състав е примитивен – подобен на състава на хондритите, от които произлизат, но текстурата им е магнитна, показателна за процесите на топене. Металната съставка при тях може да достигне до 1% от обема на метеорита. Както всички останали ахондрити не притежават хондрули – малки, сферични, силикатни образувания, характерни за в метеоритите от клас Хондрити.

## Произход
Примитивните ахондрити са най-подходящи за разбирането на процесите на ранна диференциация при телата от Слънчевата система, защото те са частичните остатъци от топене. Вероятно са се формирали от малки хондритни родителски тела, които частично са се стопили и диференцирали и след това бързо са се охладили и прекристализирали за да образуват ахондрити. Има различни варианти за причината за повишаване на температурата, предизвикала топенето им, но двата основни са чрез акреционни процеси или вследствие на въздействие от сблъсък.
Всеки примитивен ахондрит е бил подложен в различна степен на частично топене, вследствие на което всеки има свой собствен химичен състав. Възможно е да са протичали два вида процеси на частично топене – базалтово частично топене и Fe, NiFeS евтектично топене. Базалтовото частично топене се потвърждава от изчерпването на плагиоклаза, на елементите Na, Al и K, както и на леки редки земни елементи.
Евтектичното топене протича при хомогенна, твърда смес от две или повече вещества, които образуват суперрешетка. В зависимост от достигнатата температура, част от сместа, но не цялата, или се топи, или се втвърдява в зависимост от точката на топене на всяка една от отделните съставки. Евтектичното топене на желязо и Ni-FeS се потвърждава от изчерпването на троилита и халкофилните елементи (със силно сродство към сярата), както и от наличието на изобилни, фракционирани сидерофилни елементи (със слабо сродство към сярата и кислорода).

## Състав
Примитивните ахондрити проявяват химии, които са широко хондритни или само слабо фракционирани от родителските хондрити, заедно с метаморфизирани, относително уравновесени, нехондритни текстури. Много малко примитивни ахондрити съдържат „реликтни хондрули“, но в примитивните ахондрити в по-голямата си част тези останки от най-ранната Слънчева система са напълно прекристализирали.
Лодранитите, акапулкоитите и преходните скали между тях са древни остатъци с различна степен на частично топене на хондритния източник и затова химичната им структура е подобна на тази на обикновените хондрити. Акапулкоитите са съставени главно от финозърнест оливин, ортопироксен, малко плагиоклаз, никел-желязна сплав, железен сулфид и троилит. Лодранитите съдържат оливин, ортопироксен, незначително количество плагиоклаз и троилит и никел-желязна сплав. В брахинитите се намират предимно оливин и клинопироксен, заедно с незначителен плагиоклаз, ортопироксен, железен сулфид, хромит, фосфати и никел-железязо. За разлика от останалите, уреилитите са най-голямата група от частично разтопени ахондрити. Те са съставени главно от оливин и пироксени с високо съдържание на калций, незначително количество сулфиди, малко никел-желязо и елементарен въглерод. Юнонаитите съдържат ниско и високо калциев пироксен, беден на магнезий оливин, плагиоклаз, троилит, графит, фосфати, незначителни количества добрелит и хромит, включително и никел-желязна сплав.

## Класификация
Групата се състои от няколко подгрупи от метеорити, които приличат на своите предци хондритите в различна степен на състава и минералогията си.

### Акапулкоити
Името им идва от метеорита Акапулко, чието падане е регистрирано на 11 август 1976 г. в Мексико и е наблюдавано от очевидци. Обикновено акапулкоитите са съставени главно от финозърнест оливин, ортопироксен, малко плагиоклаз, никел-желязна сплав, железен сулфид и троилит. Минералният им състав е междинен между този на Е и Н хондритите. Това се отнася и за силикатите, които са мафични и също с междинен състав между тях и Н хондритите. Количествата на уловените редки газове са сравними с тези на обикновените хондрити от тип 3 – 4, а умерено летливите и летливи елементи показват сходни модели на изчерпване в акапулкоитите и Н хондритите. Някои акапулкоити съдържат съвсем малки количества реликтни хондрули, чиито размери са в границите 400 – 700 μm.
Акапулкоитите са резултат от непълен процес на топене, който не е стигнал дотам, че да достигне химическо и минерално равновесие. Имат ахондритна и еквигрануларна (с еднакви по размер минерални зърна) текстура. Видът на текстурата зависи от скоростта, с която протича охлаждането на скалата. В много от метеоритите от групата присъстват метал-сулфидни жили и това е прието като доказателство за преминало топене.

### Лодранити
Лодранитите са малка група метеорити, част от клана Акапулкоит-Лодранити. Веществото, от което са съставени, е претърпяло само умерена степен на топене и прекристализация. Носят името на метеорита Лодран, паднал в Пакистан на 1 октомври 1868 г. и проследен от очевидци. Тъй като акапулкоитите и лодранитите имат сходни минерален и кислород-изотопен състав се смята, че те са образувани от едно и също родителско тяло, най-вероятно на астероид тип S. Възрастта им се определя на 4,562.6 ± 0.9 билиона (109) години.
Съдържат силикатни минерали – оливин, ортопироксен, незначително количество плагиоклаз и троилит, както и никел-желязна сплав. Зърната на оливина и пироксена в лодранитите са по-груби отколкото тези в акапулкоитите, което показва, че лодранитите водят своя произход от по-голяма дълбочина в родителското тяло, където те са били подложени на по-интензивна и продължителна термична обработка. За разлика от акапулкоитите, лодранитите са остатъци от по-високи степени на частично топене и отстраняване на базалтовата стопилка при температури ~ 1250 °C.

### Уреилити
Тези примитивни ахондрити носят името на метеорита Нови Урей, паднал в едноименния град на Мордовия през 1886 г. Те са основната група примитивни ахондрити, представени от почти 200 известни екземпляра, а по други данни – 440. Урелитите са подразделени на две главни групи – мономиталната основна група и по-рядко срещаната група полимитици. Мономиталните се състоят от брекчи, съставени от седиментни скали, съдържащи само един минерален вид, а полимитиците включват по няколко вида минерали. Освен това са разделени и на три основни типа – оливин-пижонит, оливин-ортопироксен и полимикт уреилити.
Съдържат оливин, пироксени и малки количества графит и микродиаманти в гънките между другите минерали, смесени с метал, сулфиди и незначително количество силикати. Оливинът е едрозърнест, а малкото пироксен е най-вече под формата на беден на калций пижонит, разновидност на пироксена. Разпръснати са в тъмна въглеродна матрица от графит и диамант, никел-железен метал и троилит. Уреилитите, които не са били силно модифицирани от удар, обикновено показват големи, удължени оливинови и пироксенови зърна с размер около 1 mm, които образуват тройни връзки и имат извити междугранулни граници.
Съдържат изобилие от уловени благородни газове и въглерод, които вероятно са включени в скалите при по-късно инжектиране в тях от Слънчевия вятър. Една добре известна характеристика на уреилитите е, че желязното съдържание намалява, когато оливинът е в контакт с графит. Има няколко теории за тяхното образуване. Една от тях предполага формиране при редукция, което се доказва от оливиновите зърна с редуцирани ръбове. Базирайки се на техните минерални и кислородни изотопни съставки друга теория допуска, че са се образували като остатъци от частично топене. Според трета формирането им се дължи на интензивни ударни вълни върху метеорита. Съвсем наскоро е предложен вариант, при който уреилитите са интерпретирани като късове от мантийната скала на частично разтопен астероид.

### Брахинити
Групата на брахинитите е малка, ненапълно проучена и със спорен произход. Малко от тях са проучени подробно и е възможно някои членове да не бъдат подходящи за тази група, така че може в бъдеще да се наложи да бъдат разделени на няколко групи. Носят името на метеорита Брахина, паднал на 26 май 1974 г. в Южна Австралия.
Брахинитите са богати на оливин примитивни ахондрити, които показват разнообразна петрология, като някои имат различия в обемната си химия и в кислород-изотопните съставки. Състоят се предимно от дребни, еквигранулирани (с еднакъв размер на минералните зърна) оливинови зърна, като между тях са разпръснати малки количества авгит, плагиоклаз, хромит, шпинел, троилит, железни сулфиди и се намират бегли следи от ортопироксен, фосфати и никел-желязо. Свободен метал се среща много рядко, или въобще отсъства, въпреки че те съдържат общо до 20% желязо, главно под формата на богат на желязо оливин.
Минералите в брахинитите обикновено са хомогенни, а текстурите са средни до едрозърнести, с приблизителен размер на зрънцата от 0,1 до 1,5 мм. Това са скали с обща ксеноморфна, гранулирана текстура. Ксеноморфна е текстурата, при която кристали без собствени очертания, са разположени в свободните пространства между кристалите на други минерали.

### Юнонаити
Юнонаитите са група метеорити, чиито химичен и минерален състав е подобен на този на хондритите, а текстурата им е рекристализирала, ахондритна. Носят името на метеорита Юнона, открит през 1928 г. в Аризона, САЩ. Юнонитите, заедно с IAB железните метеорити произхождат от едно и също родителско тяло – частично диференциран астероид, разрушен по времето когато при него започват да се образуват желязно ядро и богата на силикати кора.
Юнонаитите са претърпели обширен термичен метаморфизъм, което е довело до частично топене на железните компоненти и възможно частично топене на силикатите. Минералният им състав е междинен между тези на Е и Н хондритите. Силикатните включвания се състоят от променливи количества фин калциев пироксен, беден на магнезий оливин, плагиоклаз, троилит, графит, фосфати, незначителни количества добрелит и хромит, и никел-желязна сплав.
Характеризират се със силно хетерогенни по размер на зърна, петрологична текстура и минералогия. Те са предимно фино до среднозърнести равнокристални скали.

### Негрупирани примитивни ахондрити
Някои примитивни ахондрити не се вписват лесно в съществуващите групи и затова са оставени като негрупирани. По данни на Международното метеоритно общество към тях спадат 107 одобрени метеорита. Например метеоритите Дивное, паднал в Русия през 1981 г., и Заг (b), намерен в Сахара през 1999 г., са два фероахондрита, тясно свързани с брахинитите. Те имат сходен състав, но показват различни изотопни модели на кислорода, което предполага, че Zag (b) може да представлява липсващата връзка между брахинитите, Дивное и лодранитите.
Някои други примитивни ахондрити са представени само с една единствена находка, което не дава основание за създаването на нова група. Такъв пример са метеоритите Zakłodzie, намерен в Полша през 1998 г. и Itqiy, открит в Западна Сахара през 1990 г. И двата са уникални по минералния си състав и съдържат богат на магнезий пироксен, енстатит и никел-желязо. Текстурата на Zakłodzie обаче прилича на тази на акапулкоитите, докато на Itqiy е по-скоро като при лодранитите. Вероятно и двете представляват проби от умерено диференцирани Енстатит хондритни родителски тела, при които са протекли подобни процеси на диференциация, като тази, която е възникнала върху родителското тяло на акапулкоит-лодранитите.